# Élection présidentielle srilankaise de 1988
L'élection présidentielle sri lankaise de 1988 est la deuxième élection présidentielle du Sri Lanka. Le Premier ministre Ranasinghe Premadasa est élu à 50,43% des voix.

## Contexte
En 1988, le Sri Lanka est en plein chaos. La guerre fait rage dans le Nord contre les Tigres tamouls et dans le Sud contre les communistes du Janatha Vimukthi Peramuna.
Les élections n'ont pas eu lieu dans les zones tenus par les Tigres tamouls, et les violences et les grèves générales du parti JVP ont fait chuter la participation dans le pays.

### Conflit communiste
En 1971, le parti marxiste Janatha Vimukthi Peramuna tente un coup d'état contre le pouvoir en place, mais échoue. Entre 1 200 et 5 000 personnes meurent dans cette insurrection.
Entre 1987 et 1989, le JVP tente un nouveau coup d'état contre le gouvernement. La défaite du soulèvement de 1971 et la mort de camarades ont conduit à cette nouvelle révolte 16 ans plus tard. Alors que la Force indienne de maintien de la paix arriva, le JVP exploita les failles du gouvernement et commença à commettre des actes terroristes pour déstabiliser à la fois l'Etat et la société civile opposée à sa pensée. Le JVP a paralysé le pays avec des grèves générales violemment imposés grâce aux syndicats pendant deux ans.

### Conflit ethnique cingalais-tamoul
La première phase de la guerre civile se termine en 1988, avec un accord avec l'Inde, qui enverra des forces de maintien de la paix. L'accord Indo-Srilankais signé par le président sortant Junius Richard Jayewardene n'a fait qu'envenimer les choses, les 2 candidats à la présidentielle vont proposer d'abroger cet accord pour faire partir les troupes indiennes du territoire.

## Résultats
Résumé du résultats de l'élection présidentielle de 1988
| Candidate             | Candidate             | Party                    | Votes     | %       |
| --------------------- | --------------------- | ------------------------ | --------- | ------- |
|                       | Ranasinghe Premadasa  | United National Party    | 2 569 199 | 50.43%  |
|                       | Sirimavo Bandaranaike | Sri Lanka Freedom Party  | 2 289 860 | 44.95%  |
|                       | Oswin Abeygunasekara  | Sri Lanka People's Party | 235 719   | 4.63%   |
| Votes valables        | Votes valables        | Votes valables           | 5 094 778 | 100.00% |
| Votes rejetés         | Votes rejetés         | Votes rejetés            | 91 445    |         |
| Nombre de votes       | Nombre de votes       | Nombre de votes          | 5 186 223 |         |
| Électeurs enregistrés | Électeurs enregistrés | Électeurs enregistrés    | 9 375 742 |         |
| Participation         | Participation         | Participation            | 55.32%    |         |